# Sheffield, Alabama
Sheffield är en stad (city) i Colbert County, i delstaten Alabama, USA. Enligt United States Census Bureau har staden en folkmängd på 9 054 invånare (2011) och en landarea på 16,5 km².

## Kända personer från Sheffield
- Arthur Alexander, sångare
- Mitch McConnell, politiker
- Fred Thompson, politiker